# Euphémie Daguilh
Euphémie Daguilh, född okänt år, död 1834 i Les Cayes på Haiti, var en haitisk kompositör och koreograf, mätress till kejsar Jean-Jacques Dessalines av Haiti.
Daguilh utmärkte sig under Dessalines kampanj i södra Haiti 1805. Hon lärde känna Dessalines i Les Cayes, där hon skötte honom sedan han blivit skadad, och han tog henne då till älskarinna. Hon följde honom sedan vidare på hans kampanj under kriget och gjorde sig berömd för sin skötsel av de sårade under fälttåget mot Santo Domingo. Hon undsatte sårade mitt under kulregn vid pågående strid och kallades av den haitiska historikern Thomas Madiou för en hjältinna.
Euphémie Daguilh komponerade en del visor som länge var populär på Haiti, och hon är också upphovsmakaren till dansen Carabiniere, som fick en varaktig popularitet på Haiti. Dessalines hade en stor mängd älskarinnor, men ingen av de övriga har utmärkt sig historiskt så som Daguilh. Relationen med kejsaren blev officiell och ett brevpapper trycktes präglat: "En vän till Jacques, Hans Majestät Kejsare av Haiti", och skattmästaren i Cayes fick betala henne ett regelbundet underhåll. Hon höll en öppen salong för södra Haitis militärer som tros ha haft till uppgift att undersöka deras lojalitet.
Då Dessalines avsattes och dödades i en revolution 1806 bröt sig en mobb in hos Euphémie Daguilh för att lyncha henne. Hon avvärjde deras ilska genom att servera dem en dessert och underhålla dem med sina visor. Hon gifte sig senare med en av statens med framträdande militärer, Lacoude Bellefleur.